# Георгиевка (Новочеркутинский сельсовет)
Георгиевка — деревня в Добринском районе Липецкой области России.
Входила в состав Павловского сельсовета, с 2016 года входит в состав Новочеркутинского сельсовета.

## География
Расположена на берегу реки Пловутка.

## История
Деревня была владельческим сельцом.
На карте Менде обозначена как Егорьевское (Панина).
Земли приобрел капитан-лейтенант флота Егор Александрович Панин, от его имени и произошло название сельца.
В 1859 году в сельце проживало 403 жителя. Действовал конный завод.
Владелец имения Никита Егорович Панин (1801—1875).

## Население
| 2010 |
| ---- |
| 186  |

## Объекты культурного наследия
- Курганная группа 1 (2 насыпи).  исторический памятник (региональный)
- Курганная группа 2 (2 насыпи).  исторический памятник (региональный)[5]